# Tyler Sanders
Tyler James "TJ" Sanders (14 de dezembro de 1991) é um voleibolista profissional canadense.

## Carreira
Tyler Sanders é membro da seleção canadense de voleibol masculino. Em 2016, representou seu país nos Jogos Olímpicos de Verão no Rio de Janeiro, que ficou em sexto lugar.